# معركة جنين (1948)
معركة جنين (31 مايو – 4 يونيو 1948م) معركة دارت بين العصابات الصهيونية والعراق، إلى جانب قوات غير نظامية عربية، خلال حرب فلسطين 1948م. لقد كانت جنين هي النصر العراقي الهام الوحيد خلال الحرب.

## نبذة
خلال حرب 1948م، توسطت الأمم المتحدة للتوصل إلى وقف لإطلاق النار بين طرفي النزاع، ابتداء من 11 يونيو 1948م. ونتيجة لذلك، سعت القيادة العليا العربية إلى الحصول على طريقة للسيطرة على عدد من المستوطنات الإسرائيلية قبل أن يبدأ نفاذ الهدنة، بهدف تحسين موقفها التفاوضي. وقد تم الاتصال بقوات الجيش العراقي في نابلس للقيام بهذه المهمة، وقرر القادة العراقيون الاستيلاء على نتانيا، وهي محور اقتصادي هام ومدينة ميناء اعتُبرت أساسية لجهود الحرب الإسرائيلية. وكان من شأن الاستيلاء على نتانيا أن يقطع القوات الإسرائيلية في الشمال والجنوب من بعضها بعضا.